# All for Love
"All for Love" é uma canção escrita por Bryan Adams, Mutt Lange e Michael Kamen, gravada por Bryan Adams, Rod Stewart e Sting.
A música serviu de banda sonora ao filme Os Três Mosqueteiros. A música atingiu o nº 1 da Billboard Hot 100 a 22 de Janeiro de 1994, tendo mantido essa posição durante três semanas.